# Camilla Svensson
Camilla Marie Svensson (Göteborg, 20 januari 1969) is een voormalig voetbalster uit Zweden, die speelde als verdedigster. 
Svensson vertegenwoordigde haar vaderland bij de Olympische Spelen in Atlanta, waar de Zweedse selectie onder leiding van bondscoach Bengt Simonsson in de voorronde werd uitgeschakeld. Svensson kwam tot dertig officiële interlands voor de Zweedse nationale ploeg. Ze speelde clubvoetbal voor Jitex BK.